# Moon Pie
Moon Pie o MoonPie ("torta lunare") è un dolce statunitense prodotto dal marchio Chattanooga Bakery di Chattanooga, in Tennessee.

## Storia
I Moon Pie vengono prodotti dalla Chattanooga Bakery di Chattanooga sin dal 29 aprile 1917. Secondo Earl Mitchell Junior, suo padre inventò i Moon Pie quando quest'ultimo chiese a un minatore del carbone del Kentucky che tipo di snack avrebbe voluto mangiare e questi gli disse che gli sarebbe piaciuto mangiare qualcosa a base di cracker Graham e marshmallow. Secondo la stessa storia, che verrà ripresa a scopo promozionale dalla Chattanooga Bakery, si decise di nominare il dolce "Moon Pie" in quanto il minatore dichiarò che avrebbe voluto mangiare uno spuntino "grande quanto la luna". Negli Stati Uniti meridionali si diffuse, durante il ventesimo secolo, l'usanza di consumare i Moon Pie con delle bottiglie di R.C. Cola. Tale pratica verrà anche celebrata in almeno due canzoni di NRBQ (An RC Cola and a Moon Pie, 1973) e Bill Lister (Gimmee an RC Cola and a Moon Pie, 1983) e dall'RC and Moon Pie Festival di Bell Buckle, nel Tennessee, dedicato all'R.C. Cola e alla Moon Piee celebrato ogni anno a giugno.

## Caratteristiche
Il Moon Pie consiste in due cracker Graham rotondi del diametro di circa dieci centimetri racchiudenti un ripieno di marshmallow e rivestiti di crema al cioccolato. Sono inoltre distribuiti in commercio delle varianti aromatizzate alla vaniglia, banana, fragola e caramello salato ed esistono dei Moon Pie più piccoli che prendono il nome di mini Moon Pie, che hanno all'incirca la metà delle dimensioni. Esiste anche un Moon Pie più alta e con tre cracker Graham al suo interno.